# Сорокин, Иван Андреевич
Иван Андреевич Сорокин (род. 24 января 1932) — передовик советского сельского хозяйства, бригадир колхоза имени Ленина Мамонтовского района Алтайского края, Герой Социалистического Труда (1967).

## Биография
Родился 24 января 1932 года в селе Островное Мамонтовского района Западно-Сибирского края в семье русского колхозника. В 1944 году, когда страна продолжала биться с врагом в Великой Отечественной войне, Иван Андреевич трудоустроился работать в колхоз «Вторая пятилетка». Трудился возчиком повозки, запряжённой быком.
В 1950 году начал работать трактористом в Мамонтовской машинно-тракторной станции, которая находилась в селе Суслово и обслуживала все семь колхозов района. Поочерёдно трудился на тракторах ХТЗ и «Универсал», позже работал на прицепном комбайне «Коммунар».
В 1958 году МТС была расформирована, а он перешёл работать в укрупнённый колхоз имени Ленина, центральная усадьба которого находилась в селе Островное. Очень быстро стал лучшим механизатором Мамонтовского района. В 1962 году ему доверили возглавлять полеводческую бригаду №2 по выращиванию зерновых культур, которую он вывел в число передовых. 
Указом Президиума Верховного Совета СССР от 19 апреля 1932 года за достигнутые успехи в увеличении производства и заготовок зерна в 1966 году Ивану Андреевичу Сорокину присвоено звание Героя Социалистического Труда с вручением ордена Ленина и золотой медали «Серп и Молот».
В последующие годы продолжал демонстрировать высокие производственные результаты в сельском хозяйстве. Избирался депутатом Алтайского краевого и Мамонтовского районного Советов депутатов. Был делегатом 3-го Всесоюзного съезда колхозников.
Проживает в родном селе Островное в Алтайском крае.

## Награды
За трудовые успехи удостоен:
- золотая звезда «Серп и Молот» (19.04.1967)
- орден Ленина (19.04.1967)
- Орден «Знак Почёта» (08.04.1971)
- другие медали.